# Nunchía
Nunchía – miasto w Kolumbii, w departamencie Casanare.